# 1890 v letectví
Tento článek obsahuje seznam událostí souvisejících s letectvím, které proběhly roku 1890.

## Události
- V carském Rusku byla na Volkově poli u Petrohradu vybudována první ruská vzduchoplavecká základna, vybavená dílnami pro výrobu a opravu balónů, výrobu vodíku a dalšími laboratořemi. Základně velel plukovník Alexandr Kovanko, jemuž podléhalo 6 nižších důstojníků a 88 vojáků.
- V Japonsku vznikla první vojenská balónová jednotka.

## Narození
- Hjalmar Riiser-Larsen, norský letec, polárník, podnikatel a voják, který v roce 1925 jako Amundsenův pilot přistál s letadlem Dornier Wal na 88° severní šířky († 3. června 1965)

### Duben
- 6. dubna – Anthony Fokker, nizozemský letecký konstruktér a podnikatel, který v roce 1912 založil továrnu na letadla nesoucí jeho jméno († 23. prosince 1939)

### Září
- 21. září – Max Immelmann, německé stíhací eso první světové války s potvrzenými 17 sestřely († 18. června 1916)

### Říjen
- 8. října – Henrich Focke, německý konstruktér a průkopník letectví († 25. února 1979)

## První lety

### Říjen
- 9. října – Ader Éole, letoun s parním pohonem Clémenta Adera uskutečnil krátký let u města Satory ve Francii